# Alt Empordà
Alt Empordà (hiszp. Alto Ampurdán) – comarca (powiat) w Hiszpanii, w Katalonii, w prowincji Girona. Stolicą jest Figueres. Comarca ma powierzchnię 1342,4 km² i w 2006 liczyła 99 321 mieszkańców.

## Gminy
- Agullana – liczba ludności: 759
- Albanyà – 131
- L’Armentera – 765
- Avinyonet de Puigventós – 1101
- Bàscara – 877
- Biure – 237
- Boadella i les Escaules – 240
- Borrassà – 586
- Cabanelles – 249
- Cabanes – 911
- Cadaqués – 2623
- Cantallops – 271
- Capmany – 500
- Castelló d’Empúries – 9167
- Cistella – 239
- Colera – 606
- Darnius – 543
- L’Escala – 8311
- Espolla – 395
- El Far d’Empordà – 448
- Figueres – 38 884
- Fortià – 572
- Garriguella – 735
- Garrigàs – 332
- La Jonquera – 3016
- Lladó – 562
- Llançà – 4371
- Llers – 1145
- Masarac – 263
- Maçanet de Cabrenys – 734
- Mollet de Peralada – 175
- Navata – 882
- Ordis – 347
- Palau de Santa Eulàlia – 88
- Palau-saverdera – 1178
- Pau – 473
- Pedret i Marzà – 158
- Peralada – 1558
- Pont de Molins – 450
- Pontós – 229
- El Port de la Selva – 921
- Portbou – 1374
- Rabós – 177
- Riumors – 154
- Roses – 15 535
- Sant Climent Sescebes – 474
- Sant Llorenç de la Muga – 202
- Sant Miquel de Fluvià – 671
- Sant Mori – 167
- Sant Pere Pescador – 1775
- Santa Llogaia d’Àlguema – 311
- Saus – 733
- La Selva de Mar – 216
- Siurana – 175
- Terrades – 155
- Torroella de Fluvià – 437
- La Vajol – 96
- Ventalló – 710
- Vila-sacra – 509
- Vilabertran – 831
- Viladamat – 422
- Vilafant – 4852
- Vilajuïga – 1059
- Vilamacolum – 292
- Vilamalla – 947
- Vilamaniscle – 168
- Vilanant – 336
- Vilaür – 140